# Джек-упырь
«Джек-упырь» — фильм ужасов новозеландского режиссёра Гарта Максвелла, снятый в 1992 году.

## Сюжет
Брат и сестра Джек и Дора были брошены своими родителями ещё в раннем детстве. Повзрослев, они пытаются найти друг друга. В семье, куда попал Джек, с ним обращаются весьма жестоко, что вынуждает его бежать. Жизнь Доры сложилась удачнее, вдобавок у неё выявились экстрасенсорные способности, с помощью которых она пытается найти брата. Ситуацию усугубляет то, что дочери приёмных родителей пытаются найти Джека и убить его…

## Актёры
1. Алексис Аркетт — Джек
2. Сара Сматс-Кеннеди — Дора
3. Бруно Лоуренс — Тедди
4. Тони Бэрри — Клэрри
5. Элизабет Хоторн — Бернайс
6. Бренда Симмонс — миссис Бёрч
7. Гилберт Голди — мистер Бёрч
8. Патриция Филлипс — Энн
9. Пол Минифи — Кевин
10. Сэм Смит — Джек в детстве

## Награды
- 1994 фестиваль Fantasporto
  - победитель в категории «лучшая актриса иностранного фантастического фильма» (Сара Сматс-Кеннеди)
  - победитель в категории «лучший сценарий иностранного фантастического фильма»
  - номинант в категории «лучший иностранный фантастический фильм»
- 1995 номинант на премию Сатурн в категории «Лучший видеофильм»